# Porte de Laon (Coucy-le-Château-Auffrique)
La porte de Laon est une porte située à Coucy-le-Château-Auffrique, en France.

## Description

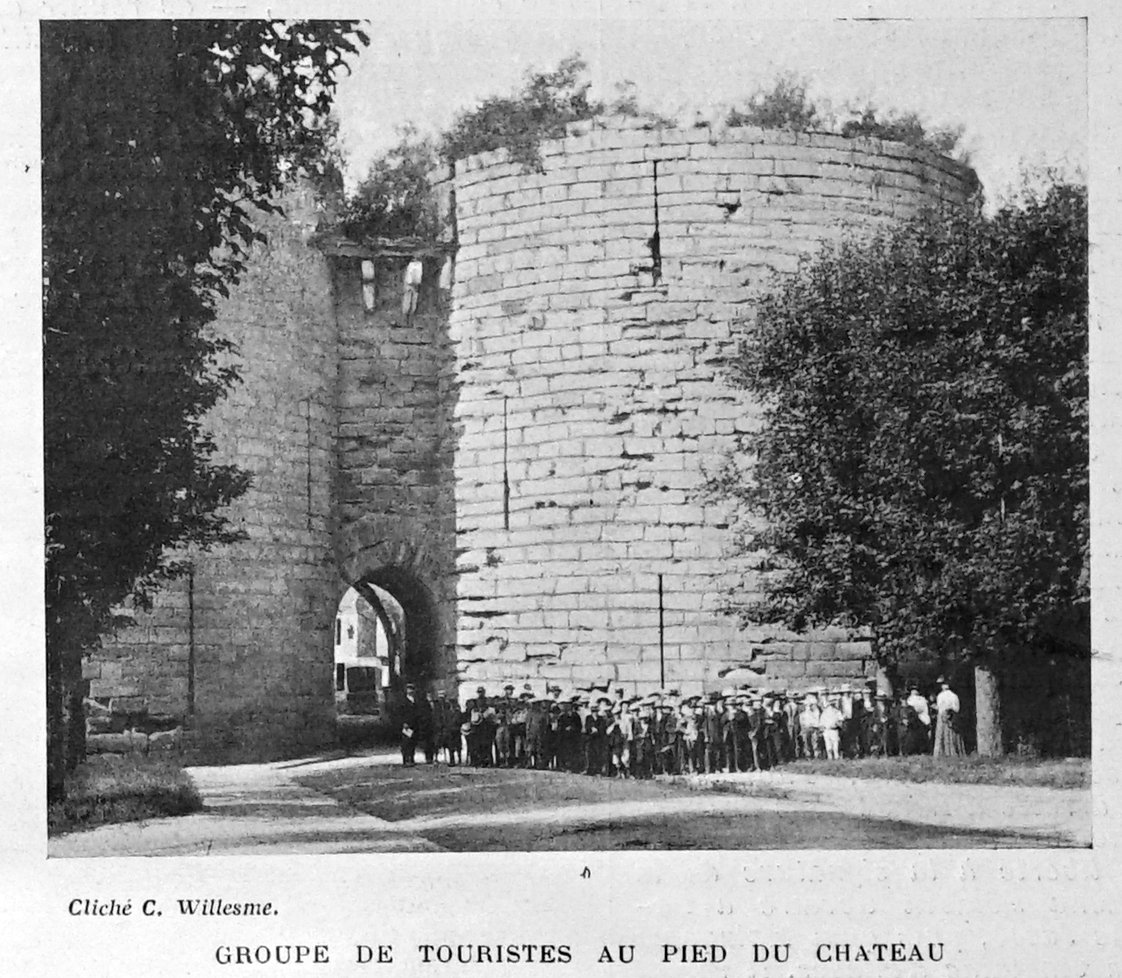
La porte de Laon avant 1917.

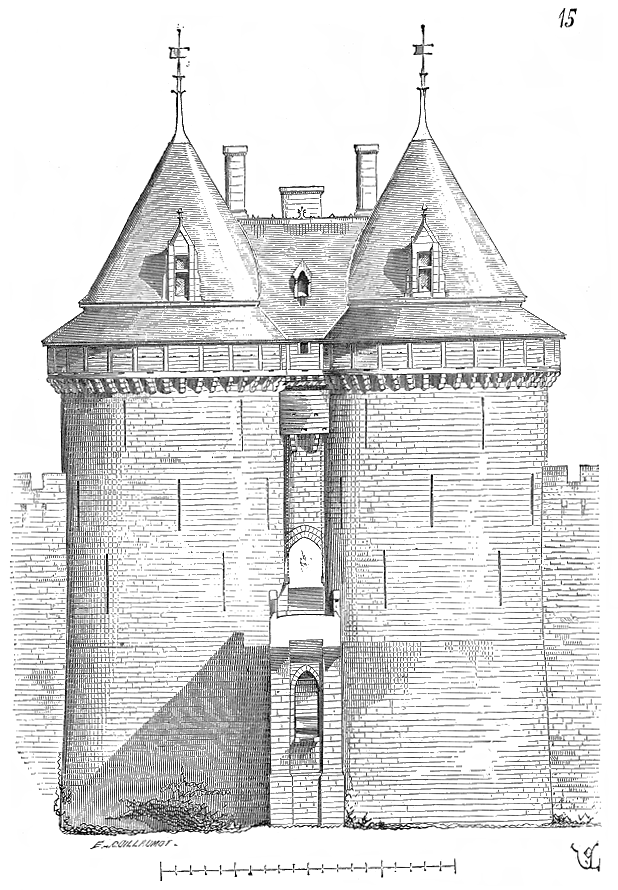
Reconstitution de la porte par Eugène Viollet-le-Duc.

## Localisation
La porte est située sur la commune de Coucy-le-Château-Auffrique, dans le département de l'Aisne.

## Historique
Le monument est classé au titre des monuments historiques en 1889.
Cette porte datant du Moyen Âge, a traversé les siècles, en se dégradant de plus en plus... Endommagée encore par les guerres comme 1914-1918 et 1939-1945, elle se vit s'effondrer au fur et à mesure que le temps passait... L'architecte Emmanuel Eugène Viollet-le-Duc la reconstitua merveilleusement, comme le montre une des photographies de ses plans. Malheureusement, le projet, qui, d'ailleurs, n'a jamais été proposé, était tout à fait « inconnu » de la commune de Coucy-le-Château-Auffrique. C'est pourquoi, aujourd'hui, nous pouvons ainsi contempler ses déprimants aléas du passé qui l'ont transformée petit-à-petit en une ruine désolante...